# Ferrari SF90 Stradale
Ferrari SF90 Stradale (тип F123) — спортивный автомобиль, подключаемый гибрид PHEV (Plug-in Hybrid Electric Vehicle), который производится итальянским автопроизводителем Ferrari в Маранелло, Италия. Свое название автомобиль разделяет с автомобилем Ferrari SF90 Formula One, в честь 90-летия гоночной команды Scuderia Ferrari, а «Stradale» означает «сделано для дороги».

## Дизайн
Производитель утверждает, что SF90 Stradale создает 390 кг прижимной силы при 250 км/ч благодаря достижениям в аэродинамике и термодинамике.
Главной особенностью конструкции является двухсекционное заднее крыло, которое представляет собой применение системы снижения лобового сопротивления (DRS), используемой в Формуле 1. Фиксированный элемент в крыле включает в себя задний фонарь, подвижные части крыла (производитель называет их «выключенной каталкой») интегрируются в кузов с помощью электрических приводов для максимизации прижимной силы. В SF90 Stradale используется эволюция вихревых генераторов Ferrari, установленных в передней части автомобиля.
В автомобиле используется конструкция выдвинутой кабины для более эффективного использования новых аэродинамических частей автомобиля, включающих радиаторы, требуемые для охлаждения гибридной системы автомобиля. Дизайн автомобиля разработан в тесном сотрудничестве между Ferrari Styling Centre и инженерами Ferrari.
В задней части автомобиля расположено множество культовых элементов стиля Ferrari, таких как аркбутаны. Крышка двигателя расположена как можно ниже, чтобы максимально увеличить поток воздуха. По словам ведущего дизайнера автомобиля, Флавио Манцони, дизайн автомобиля находится между космическим кораблем и гоночным автомобилем. Задний боковой профиль восходит к Ferrari P 1960-х.

## Технические характеристики

### Аккумулятор и режимы вождения
Автомобиль оснащен литий-ионным аккумуляторором мощностью 7,9 кВт/ч для рекуперативного торможения, что дает автомобилю 26 км электрического диапазона. Автомобиль поставляется с четырьмя режимами движения в зависимости от дорожных условий. Режимы меняются с помощью ручки "eManettino", расположенной на рулевом колесе.
Режим "eDrive" управляет автомобилем только с помощью электродвигателей. В гибридном режиме автомобиль работает как на двигателе внутреннего сгорания, так и от электродвигателей, и является режимом по умолчанию. В этом режиме бортовой компьютер автомобиля также выключает двигатель, если условия идеально подходят для экономии топлива, позволяя водителю запустить двигатель заново. Режим "Performance" поддерживает двигатель в рабочем состоянии для зарядки аккумуляторов и позволяет автомобилю реагировать на изменения в целях обеспечения оптимальной производительности. Режим "Qualify" использует весь потенциал трансмиссии.
Логическая система управления использует три основные области: высоковольтное управление автомобилем (включая аккумуляторы), система векторизации крутящего момента RAC-e (электрическая система управления осью вращения) и MGUK вместе с двигателем и коробкой передач.

### Двигатель
SF90 Stradale оснащен тремя электродвигателями суммарной мощностью 220 л. с. (162 кВт) и двигателем V8 с двойным турбонаддувом мощностью 780 л. с. (574 кВт) при 7500 об/мин. Максимальный крутящий момент в 800 Н⋅м достигается при 6000 об/мин.
Двигатель — эволюция агрегата Ferrari 488 и моделей F8 Tributo — имеет объём в 3990 см³, а также увеличенный до 88 мм диаметр цилиндров. Полностью изменены впускная и выпускная системы двигателя. Головки цилиндров двигателя теперь более узкие, а новые центральные топливные форсунки работают при давлении 350 бар. Узел турбокомпрессоров ниже, чем сборка выхлопной системы, а двигатель располагается на 50 мм ниже в шасси по сравнению с другими среднемоторными моделями V8 для поддержания более низкого центра тяжести. В двигателе используются маховики меньшего размера и выпускной коллектор из инконеля.
Ferrari утверждает, что SF90 Stradale способен разгоняться с места до 100 км/ч за 2,5 с, до 200 км/ч за 6,7 с, а его максимальная скорость составляет 340 км/ч.

### Трансмиссия
Двигатель SF90 Stradale сопряжён с новой 8-ступенчатой роботизированной коробкой передач с двойным сцеплением. Новая трансмиссия на 10 кг легче и компактнее, чем существующая 7-ступенчатая трансмиссия, используемая в других предложениях производителя, отчасти из-за отсутствия специальной передачи заднего хода, так как реверсирование обеспечивается электродвигателями, установленными на переднем мосту. Новая коробка передач также имеет на 30 % меньшее время переключения (200 мс).
Передние колеса приводятся в действие двумя электродвигателями (по одному на каждое колесо), обеспечивая векторизацию крутящего момента. Они также функционируют как передача заднего хода, так как главная передача (восьмиступенчатое двойное сцепление) не имеет передачи заднего хода.

### Управление
В SF90 Stradale используется eSSC (электрическая система контроля бокового проскальзывания), которая контролирует распределение крутящего момента на все четыре колеса автомобиля. eSSC комбинируется с eTC (Electric Tractional Control), новой системой электронного торможения, которая объединяет традиционную гидравлическую тормозную систему и электродвигатели для обеспечения оптимального рекуперативного торможения и векторизации крутящего момента.

### Интерьер
На 16-дюймовом изогнутом дисплее, расположенном за рулевым колесом, водителю отображаются различные статистические данные о движении автомобиля. В автомобиле также используется новый проекционный дисплей, который перенастраивается в соответствии с выбранным режимом вождения. Рулевое колесо перенесено с Ferrari 488, но теперь имеет несколько емкостных сенсорных интерфейсов для управления различными функциями автомобиля. Другие обычные рычаги и кнопки сохранены. По заявлению производителя, внутренняя часть также передает звук двигателя водителю.

### Шасси
Совершенно новое шасси автомобиля сочетает в себе алюминий и углеродное волокно, что повышает жесткость конструкции и обеспечивает подходящую платформу для гибридной системы автомобиля. Автомобиль имеет общий сухой вес 1570 кг, включая вес электрической системы 270 кг.

## Assetto Fiorano
Assetto Fiorano является высокопроизводительной версией SF90 Stradale. В ней используются гоночные амортизаторы Multimatic и легкие детали из углеродного волокна, встроенные в дверные панели и днище. В Assetto Fiorano также используется легкая титановая выхлопная система. Эти меры экономят 30 кг по сравнению со стандартным SF90 Stradale.